# Mihail II Șuțu
Pour les articles homonymes, voir Famille Soutzo.
 Mihail II Suțu en roumain, Mihalis Soutzos en grec : Μιχάλης Σούτσος, Michel Soutzo ou Soutzou en français, né à Constantinople en 1784 et mort à Athènes le 12 juin 1864), est un prince phanariote, Grand Drogman de la « Sublime Porte » de 1817 à 1819, ensuite Hospodar de Moldavie de 1819 à 1821, puis député et sénateur grec.

## Origine
Issu d’un famille de Phanariotes au service des Ottomans Mihalis Soutzos est le fils aîné de Grégoire Soutzos (1761-1836) et de Safta (Elisabeth) Dudescu. Son grand-père paternel et homonyme Mihail Ier Șuțu a également été Grand Drogman et Hospodar de Valachie et de Moldavie. 

## Règne
Mihail II occupe lui aussi la charge de Hospodar de Moldavie à partir du 12 juin 1819, pour remplacer Scarlat Kallimachis.
Lors de la révolution grecque et roumaine de l’Hétairie, il favorise en mars 1821 l’entrée des troupes d’Alexandre Ypsilántis en Moldavie, mais après la défaite de ces dernières il doit se réfugier avec sa famille en Bessarabie sous la protection du Tsar russe Alexandre I, qui en fait le gouverneur de cette province moldave de l’Empire russe. Il réside ensuite en Autriche ou le chancelier Metternich l’assigne à résidence pendant quatre ans à Brno puis à Göritz.
De retour en Grèce, devenue indépendante, il représente son pays comme Ministre plénipotentiaire à Saint-Pétersbourg, Stockholm, Copenhague, Londres et Paris (1832). Comme la plupart des Phanariotes, il est polyglotte et parle parfaitement grec, turc, russe, roumain, italien, français, allemand, anglais, latin. En 1854, il prend la tête du Comité de Salut Public constitué lors de l’insurrection anti-Ottomane de l’Épire et de la Thessalie. Il meurt à Athènes le 12 juin 1864.

## Union et descendance
Mihail II Suțu épouse en 1812 Roxana Caradja : ils ont sept enfants (quatre garçons et trois filles) qui s’établirent en Grèce sauf son troisième fils Georges (Iorgu) (1817-1875) qui demeure en Moldavie, et son fils Jean qui vit à Paris. Ce dernier est fort bel homme et fameux dans la société mondaine de l'époque. Il épouse Catherine Obrascoff, élève de Chopin, et fille de Dimitri Obrescoff et de son épouse Nathalie, née comtesse Chérémétieff, salonnière éprise de musique, qui vivaient à Paris.

## Note
1. ↑  La monarchie est élective dans les principautés roumaines de Moldavie et de Valachie. Le souverain (voïvode, hospodar ou domnitor selon les époques et les sources) est élu par (et souvent parmi) les boyards, puis agréé par les Ottomans : pour être nommé, régner et se maintenir, il s'appuie sur les partis de boyards et fréquemment sur les puissances voisines, habsbourgeoise, russe et surtout turque, car jusqu'en 1859 les deux principautés sont vassales et tributaires de la « Sublime Porte ». Le candidat au trône devait ensuite "amortir ses investissements" par sa part sur les taxes et impôts, verser en outre le tribut aux Ottomans, payer ses mercenaires et s'enrichir néanmoins. Pour cela, un règne d'un semestre au moins était nécessaire, mais la "concurrence" était rude, certains princes ne parvenaient pas à se maintenir assez longtemps sur le trône, et devaient ré-essayer. Cela explique le "jeu des chaises musicales" sur les trônes, la brièveté de beaucoup de règnes, les règnes interrompus et repris, et parfois les règnes à plusieurs (co-princes). Quant au gouvernement, il était assuré par les ministres et par le Sfat domnesc (conseil des boyards).
Concernant le tribut aux Turcs, la vassalité des principautés roumaines envers l'Empire ottoman ne signifie pas, comme le montrent par erreur beaucoup de cartes historiques, qu'elles soient devenues des provinces turques et des pays musulmans. Seuls quelques petits territoires moldaves et valaques sont devenus ottomans : en 1422 la Dobrogée au sud des bouches du Danube, en 1484 la Bessarabie alors dénommée Boudjak, au nord des bouches du Danube (ce nom ne désignait alors que les rives du Danube et de la mer Noire), en 1538 les rayas de Brăila alors dénommée Ibrahil et de Tighina alors dénommée Bender, et en 1713 la raya de Hotin. Le reste des principautés de Valachie et Moldavie (y compris la Moldavie entre Dniestr et Prut qui sera appelée Bessarabie en 1812, lors de l'annexion russe) ont conservé leurs propres lois, leur religion orthodoxe, leurs boyards, princes, ministres, armées et autonomie politique (au point de se dresser plus d'une fois contre le Sultan ottoman). Les erreurs cartographiques et historiques sont dues à l'ignorance ou à des simplifications réductrices. Voir Gilles Veinstein et Mihnea Berindei : L'Empire ottoman et les pays roumains, EHESS, Paris, 1987.